# Onthophagus vitulus
Onthophagus vitulus là một loài bọ cánh cứng trong họ Bọ hung (Scarabaeidae).